# Spiro
Spiro is een plaats (town) in de Amerikaanse staat Oklahoma, en valt bestuurlijk gezien onder Le Flore County.

## Demografie
Bij de volkstelling in 2000 werd het aantal inwoners vastgesteld op 2227.
In 2006 is het aantal inwoners door het United States Census Bureau geschat op 2322, een stijging van 95 (4.3%).

## Geografie
Volgens het United States Census Bureau beslaat de plaats een oppervlakte van
5,7 km², waarvan 5,5 km² land en 0,2 km² water. Spiro ligt op ongeveer 141 m boven zeeniveau.

## Plaatsen in de nabije omgeving
De onderstaande figuur toont nabijgelegen plaatsen in een straal van 16 km rond Spiro.

## Geboren in Spiro
- 1905 - Albert E. Brumley, componist van gospelmuziek